# Joseph-Antoine Gardet
Pour les articles homonymes, voir Gardet.

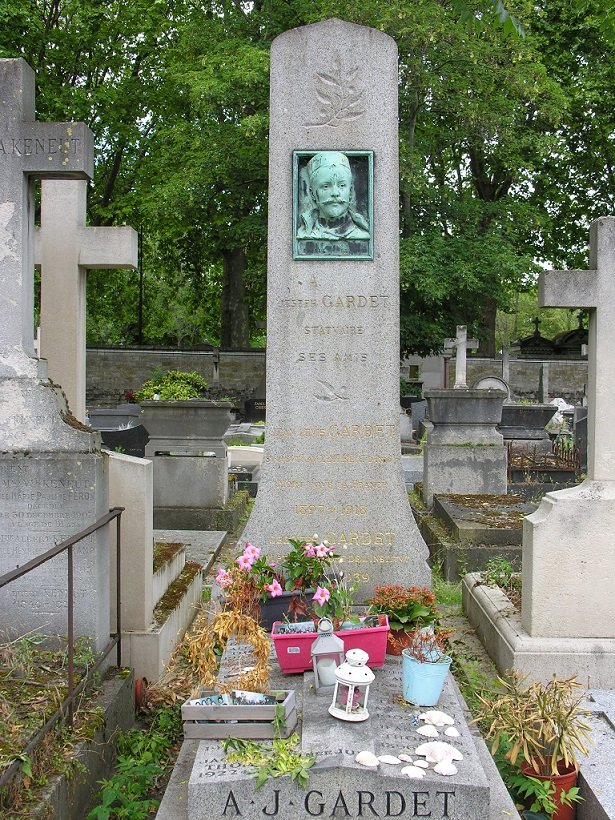
Vue de la sépulture.

Joseph-Antoine Gardet, né à Paris 6e le 22 février 1861 et mort le 24 février 1891 dans la même ville, est un sculpteur français, prix de Rome de sculpture en 1885.

## Biographie
Fils du sculpteur Joseph Gardet, et frère du sculpteur Georges Gardet, Joseph-Antoine Gardet est inscrit à l’école nationale supérieure des beaux-arts de Paris, où il est l’élève de Jules Cavelier et d’Aimé Millet.
Après un second prix en 1884, il se voit décerner, en 1885, le premier prix de Rome pour son bas-relief en plâtre Le Corps d'un soldat spartiate mort en bataille, livré à sa mère. Ce prix lui permet de séjourner à la villa Médicis à Rome jusqu’en 1889.
Après son retour à Paris, il expose sa statue du Tireur à l’Arc au Salon de la Société des artistes français en 1890.
Il meurt à Paris le 24 février 1891 et est inhumé au cimetière du Montparnasse. 
Quelques mois après sa disparition, sa dernière œuvre, Le Sommeil de l’enfant Jésus, est exposée au Salon de 1891 où elle reçoit un accueil critique favorable.

## Œuvres dans les collections publiques
- Angers, musée des beaux-arts : Buste d’Alexis Axilette[2], buste en plâtre.
- Châlons-en-Champagne, musée des beaux-arts et d'archéologie : Le Sommeil de l’Enfant Jésus, Salon de 1891, statue en marbre.
- Grenoble, musée de Grenoble : Le Tireur à l’arc, Salon des artistes français de 1890, statue en marbre.
- Paris :
  - École nationale supérieure des beaux-arts :
    - Torse de faune, envoi de 1886, copie en marbre d'une antiquité de la Galerie des Offices de Florence ;
    - Le Corps d'un soldat spartiate tué en combattant, rapporté à sa mère, Salon de 1885, bas-relief en plâtre, 1er prix de Rome de sculpture.

  - musée d’Orsay :
    - Buste d’Étienne Dollfus enfant[3], buste en marbre ;
    - Portrait de Mme Ernest Hébert[4], 1887, plaquette en bronze ;
    - Portrait de Mme E. Trubert, 1890, plaquette en bronze ;
    - Portrait de Jean Patricot[5], 1887, médaille en bronze ;
    - Portrait d’Henri Lechat[6], 1886, médaille en bronze ;
    - Portrait de Georges Doublet[7], 1886, plaquette en bronze ;
    - Portrait de la comtesse J. de Chambrun, 1888, plaquette en bronze ;
    - La Charité, plaquette en bronze.